# Shouyang
Shouyang, tidigare romaniserat Showyang, är ett härad som lyder under Jinzhongs stad på prefekturnivå i Shanxi-provinsen i norra Kina.

## Källa
1. ↑  http://www.geohive.com/cntry/CN-14_ext.aspx
2. ↑  ”worldpostmarks.net”. Arkiverad från originalet den 2 januari 2015. https://web.archive.org/web/20150102101710/http://worldpostmarks.net/HTML%20Countries/china.htm. Läst 1 maj 2015.